# Marie-Claire Lambert
Marie-Claire J.E.Gh. Lambert (Namen, 29 februari 1948) is een Belgisch politica voor de PS.

## Levensloop
Lambert werd beroepshalve ambtenaar. Ook werd ze directrice van het OCMW van Luik, verantwoordelijke van de Luikse intercommunales IPAL, actief in de geriatrische sector, en CHP, actief in de psychologische sector, en voorzitter van de raad van bestuur van het Centre hospitalier régional de la Citadelle in Luik.
Ze werd politiek actief voor de PS en was kabinetschef van ministers Guy Mathot, Bernard Anselme, Elio Di Rupo en Jean-Claude Van Cauwenberghe. Van 2001 tot 2018 was ze tevens gemeenteraadslid van Luik, waar ze ook PS-fractievoorzitter in de gemeenteraad was.
Van 2003 tot 2014 zetelde Marie-Claire Lambert eveneens in de Kamer van volksvertegenwoordigers voor de kieskring Luik.